# قرة قية (كليبر)
قرة قية هي قرية في مقاطعة كليبر، إيران. عدد سكان هذه القرية هو 649 في سنة 2006.